# مادر (مجموعه تلویزیونی ۱۳۷۷)
مادر یک مجموعه تلویزیونی محصول سال ۱۳۷۷ به کارگردانی عبدالرضا اکبری، نویسندگی و تهیه‌کنندگی می‌باشد که از برنامه سیمای خانواده شبکه یک پخش شد.

## بازیگران
- بهاره خلیل‌زاده
- حمیده اویسی
- علی اوسیوند
- غلامرضا اصانلو
- لیدا عباسی
- ناصر گیتی‌جاه
- ندا جعفری